# Kharcho
Il kharcho (in georgiano ხარჩო?) è una zuppa georgiana a base di manzo, riso, pomodori e noci. Esistono delle varianti del piatto che contengono, al posto del manzo, carne di agnello, maiale, pollo o anatra.